# Dedalses de Bitínia
Dedalses (en grec antic: Δοιδάλσης o Δύδαλσος) fou un rei de Bitínia que va governar a mitjan segle v aC. Va unificar tots els bitinis sota el seu lideratge, i és considerat el fundador de la dinastia.
L'historiador heracleu Mèmnon diu que el sobirà de Bitínia va prendre possessió d'Àstacos, la colònia megarea i més tard atenesa. No obstant això, no es coneix gairebé res del seu regnat.
El va succeir el seu fill Boteires.